# Maurice (Skivvärlden)
Maurice är en fiktiv katt skapad av Terry Pratchett.

## Kuriosa
Maurice är en katt med orangefläckig päls. Han blev smart, liksom Förändlingarna, av att få i sig avfall från Osynliga Universitetet, men då på ett annorlunda sätt. Maurice har en vana att inte äta upp råttor som kan prata, men han fick av misstag i sig en råtta som stammade och därför inte hann få fram något innan Maurice åt upp honom. Maurice är smart för att vara katt och hävdar att människor inte är skapelsens krona, genom att han aldrig har sett någon katt mata en människa. Maurice är också ledare för ett mycket omspännande bondfångeri. 